# 戸田尚伸
戸田 尚伸（とだ たかのぶ、1972年10月13日 - ）は、日本の漫画家。埼玉県出身。1995年、東京造形大学彫刻科卒業。

## 経歴
1993年、手塚賞準入選。（『不死を狩る者』）
1995年、「週刊少年ジャンプ」で『惑星（ほし）をつぐ者』を連載したが、短期間で終了。その後、単行本を発行。全1巻
2002年、『カルロス・ゴーン物語―企業再生の答がここにある!!』（原作・富樫ヨーコ）単行本を発行。

## 作品リスト

### 連載
- 惑星をつぐ者 （1995年、週刊少年ジャンプ41号～49号、全1巻）
- カルロス・ゴーン物語 -企業再生の答がここにある!!- （ビッグコミックスペリオール2001年24号～2002年4号／原作：富樫ヨーコ、全1巻）
- GTR -GREAT TARO REVOLUTION-（ビッグコミックスピリッツ／原作：椎名理央、全1巻）
- The King（ケータイ★まんが王国、未単行本化）
- やすけの剣（グランドジャンプ、未完、未単行本化） ※公式サイト上で連載。

### 読切
- 不死を狩る者 （1993年、週刊少年ジャンプ増刊 Summer Special）
- そして野獣は甦る （1993年、週刊少年ジャンプ増刊 Autumn Special）
- D-MAN －ディー・マン－ （1994年、週刊少年ジャンプ増刊 Autumn Special）
- ブギーブック （1997年、週刊少年ジャンプ9号）
- SUMMER GAME （1998年、週刊ヤングサンデー大漫王No.24）
- NEW JUNCTION WORLD （1999年、週刊ヤングサンデー大漫王No.27～29）
- 永遠のリング （2000年、別冊ヤングサンデーVol.1）
- Butterfly （2000年、週刊ヤングサンデー15号～19号）
- 最後の電話 （2000年、別冊ヤングサンデーVol.5）
- 放課後バドミントン （2001年、別冊ヤングサンデーVol.11）
- カモネギ天国 （2001年、ビッグコミックスペリオール5月20日増刊号『MONEY BOOK 2001』）
- 怪奇!ビートル男!! （2001年、ビッグコミックスペリオール8月20日増刊号『CAR BOOK 2001』）
- 煩悩 -ボンノ- （2002年、近代麻雀ゴールド6月号／原作：芹沢耕二）
- 楽園DEAL （2002年、ビッグコミックスペリオール6月10日増刊号『MONEY BOOK 2002』）
- 疵-KIZU- （2002年、ビッグコミックオリジナル7月12日増刊号／原作：名取慎二）
- 楽園DEAL （2002年、ビッグコミックスペリオール10月13日増刊号『PRO SPORTS BOOK 2002』）
- 経営者人物レポート（2004年〜2005年、ビッグコミックビジネス）
- やすけの朝（2014年、グランドジャンプ10号）

## アシスタント
- 水元昭嗣